# Pat Keen
Pat Keen, född 21 oktober 1933, död 1 mars 2013, var en brittisk skådespelerska.

## Rollista i urval
- 1962 – Att älska så
- 1979 – Pang i bygget (TV-serie)
- 1980 – Javisst, herr minister (TV-serie)
- 1985 – Ursäkta, vad är klockan?
- 1989 – Ombytta roller på Baker Street
- 1993 – Shadowlands
- 1996 – Tyst vittne (TV-serie)
- 1997 – Ett opassande jobb för en kvinna (TV-serie)
- 1997 – Otäcka odjur
- 1998 – Fåfängans marknad (TV-serie)